# Giuseppe Tommasi
Giuseppe Tommasi (ur. 3 czerwca 1946 w Torchiarolo) – włoski judoka. Olimpijczyk z Monachium 1972, gdzie zajął dziewiętnaste miejsce w wadze lekkiej.
Uczestnik mistrzostw świata w 1973 roku. Brązowy medalista MŚ wojskowych w 1971 roku.

## Letnie Igrzyska Olimpijskie 1972
| Konkurencja | Eliminacje             | Klas. końcowa |
| Konkurencja | Przeciwnik I           | Miejsce       |
| ----------- | ---------------------- | ------------- |
| 63 kg       | Wolfram Koppen (FRG) P | 19.           |